# Fatal Fury: King of Fighters
Fatal Fury: King of Fighters (餓狼伝説 ～宿命の闘い～?, Garō Densetsu - Shukumei no Tatakai) è un videogioco picchiaduro del 1991 edito da SNK per arcade. Successivamente venne convertito per numerose console domestiche, tra cui lo SNES nel 1992 e il Sega Mega Drive nel 1993, pubblicato da Takara. È stato il primo picchiaduro di SNK per la scheda hardware Neo Geo e ha rappresentato il titolo inaugurale dell'omonima serie. I tre personaggi giocabili sono i fratelli Bogard, Terry e Andy, insieme al loro amico Joe Higashi. Nella storia, si scontrano con la loro nemesi Geese Howard, l'ospite del torneo "The King of Fighters", in cui il giocatore deve usare le arti marziali per sconfiggere i nemici fino a diventare il campione e raggiungere Geese.
Il gioco è stato progettato dall'ex dipendente Capcom Takashi Nishiyama, il creatore dell'originale Street Fighter (1987). Fatal Fury: King of Fighters poneva maggiore enfasi sul tempismo delle mosse speciali e sulla narrazione. Il personaggio di Terry Bogard originariamente doveva essere utilizzato in Street Fighter, ma fu scartato a favore del progetto SNK. Nishiyama sviluppò personalmente il gioco come risposta a Street Fighter II: The World Warrior. I due boss finali, Geese e Billy Kane, furono influenzati dal film Il Padrino.
Fatal Fury: King of Fighters ispirò diversi sequel pubblicati da SNK dopo il suo successo. Ci sono stati anche diversi OAV e adattamenti manga basati sulla storia. La sua IP e Art of Fighting condividono la stessa continuità, inserendo un giovane Geese nel secondo capitolo, Art of Fighting 2, mentre Ryo Sakazaki, protagonista di Art of Fighting, sarebbe tornato nel remake Fatal Fury: Wild Ambition. Sia Fatal Fury che Art of Fighting divennero la base per i successivi giochi The King of Fighters di SNK, in cui Terry, Ryo e altri protagonisti SNK combattono insieme ad altri personaggi crossover creati dalla software house in nuovi tornei. La risposta della critica al titolo fu positiva, con un paragone positivo con Street Fighter II: World Warrior basato su mosse speciali e grafica.

## Trama
Terry e Andy erano orfani non imparentati, cresciuti per le strade di South Town. Furono presto adottati da Jeff Bogard, un maestro di arti marziali. Pochi anni dopo essere stati adottati da Jeff, sia Terry che Andy assistettero al brutale omicidio del loro padre adottivo per mano di Geese Howard: uno spietato uomo d'affari ed esperto di arti marziali che governa la malavita di South Town come un boss spietato. Geese, che un tempo era stato rivale di Jeff, aveva ucciso Jeff quando quest'ultimo aveva cercato di denunciare pubblicamente le sue attività criminali. Sapendo di non essere abbastanza forti e di aver bisogno di ulteriore addestramento per affrontare Geese, i fratelli giurarono di dedicare un decennio ad affinare le loro arti marziali prima di tentare di vendicare il loro padre adottivo. Terry scelse di vagabondare nel suo paese natale, combinando le sue tecniche di combattimento di strada autodidatte con le abilità di combattimento dell'Hakkyokuseiken apprese sia dal padre adottivo che dal suo mentore, Tung Fu Rue, shih-fu sia dell'arte dell'Hakkyokuseiken che dell'arte del Bajiquan. Andy decise di perfezionare il suo stile di arti marziali in Giappone per distinguersi dal fratello maggiore, imparando lo Shiranui-ryū Ninjutsu (Tecnica Ninja Stile Shiranui) e una forma di combattimento a mani nude chiamata Koppōken.
Un decennio dopo, nel 1991, Geese Howard organizzò un torneo di combattimento, soprannominato "The King of Fighters". Terry si riunisce con Andy dopo che quest'ultimo è tornato a South Town dal Giappone. Dopo aver reso omaggio alla tomba di Jeff, i fratelli Bogard incontrano e stringono amicizia con un campione giapponese di Muay Thai di nome Joe Higashi, proveniente dalla Thailandia, e vengono a conoscenza del torneo KOF organizzato da Geese. Determinati a vendicare la morte del loro padre adottivo, Terry e Andy entrano nel KOF insieme a Joe e combattono contro molti concorrenti, tra cui Tung Fu Rue, che voleva mettere alla prova i fratelli per assicurarsi che fossero pronti per il loro potenziale scontro con Geese. Nonostante i loro sforzi, sia Andy che Joe rimasero gravemente feriti dopo aver sconfitto due dei combattenti di Geese, rispettivamente Raiden e Hwa Jai, lasciando Terry a continuare da solo e ad affrontare il braccio destro di Geese, Billy Kane, nell'incontro finale del torneo. Sebbene Terry riesca a sconfiggere Billy e a vincere il torneo, viene improvvisamente catturato da due degli scagnozzi di Geese e mandato con la forza nella torre personale di Geese, portando a uno scontro uno contro uno con il boss criminale in persona. Geese è un avversario formidabile per Terry, ma quest'ultimo prende il sopravvento durante il loro scontro e sconfigge il primo con un potente calcio volante, facendo cadere Geese dalla sua torre e precipitando verso la sua morte. Mentre Terry, che ha finalmente vendicato la morte del padre adottivo, esce vittorioso dal torneo, Andy prova un misto di senso di chiusura e torna in Giappone per continuare il suo allenamento di arti marziali, mentre Joe, che ha salutato i fratelli dopo la conclusione del torneo, torna in Thailandia per continuare il suo allenamento di Muay Thai.

## Modalità di gioco
Il gameplay segue la formula tipica della maggior parte dei picchiaduro: il giocatore affronta l'avversario in incontri al meglio delle tre possibilità. I comandi di gioco consistono in un joystick a otto direzioni e tre pulsanti di attacco: pugno, calcio e proiezione. Ciascuno dei personaggi giocabili possiede tecniche speciali che vengono eseguite immettendo comandi specifici in combinazione con il joystick e i pulsanti. I metodi di inserimento per le mosse speciali vengono mostrati al giocatore durante il gioco (dopo ogni round bonus), anziché essere forniti in una scheda di istruzioni presente nella console del gioco.
L'aspetto più innovativo di Fatal Fury: King of Fighters è stata l'aggiunta di battaglie a due corsie. Molti livelli presentavano due file, una fila sullo sfondo e una in primo piano. I giocatori possono cambiare fila in qualsiasi momento, tranne che nella modalità singola, dove devono attendere che l'avversario controllato dalla CPU cambi fila prima di poterlo fare in quasi tutti i livelli. Il giocatore, tuttavia, non è obbligato a farlo. Quando un secondo giocatore si unisce durante uno scontro tra due giocatori, invece di posticipare la battaglia in corso per un incontro tra i due, il gioco farà sì che entrambi i giocatori si uniscano contro l'avversario CPU in carica in una partita due contro uno prima che il loro scontro abbia luogo. Dopo ogni altra partita del torneo per giocatore singolo, quest'ultimo parteciperà a un minigioco bonus che prevede un braccio di ferro contro una macchina. Egli deve premere rapidamente il pulsante A per vincere questi minigiochi.

## Personaggi utilizzabili
- Terry Bogard – Vero protagonista della serie Fatal Fury, Terry è un esperto di arti marziali che rappresenta in stereotipo la cultura occidentale, all'opposto del fratello Andy. È il più vecchio dei due fratelli, acerrimo nemico di Geese Howard e presunto fidanzato di Blue Mary, un personaggio che apparirà in Fatal Fury 3. È l'unico personaggio che appare in tutti i videogiochi della saga, ed è da considerare come la mascotte di SNK.
- Andy Bogard – Fratello minore di Terry, rappresenta una visione classica della cultura giapponese. Allenato in Giappone dalla famiglia della fidanzata Mai Shiranui, è un esperto di ninjitsu. È probabilmente il personaggio più gettonato per l'efficacia della sua mossa speciale Zan Ei Ken.
- Joe Higashi – Amico dei fratelli Bogard, è un giapponese campione di Muay Thai, ed ha trascorso buona parte dell'infanzia in Thailandia.

## Avversari
- Richard Meyer – Noto anche come Ricardo Maia nell'adattamento portoghese, è un maestro brasiliano di Capoeira e gestore del locale Pao Pao Cafè; successivamente aprirà un altro locale, il Pao Pao Cafè 2, e porterà alla ribalta l'allievo Bob Wilson.
- Michael Max – Talentuoso pugile dei pesi massimi, era la risposta al personaggio di Street Fighter II: The World Warrior Balrog. Ispirato a Mike Tyson, dopo il primo capitolo di Fatal Fury non apparirà più come personaggio ma come sparring partner del nuovo pugile Axel Hawk.
- Tung Fu Rue – Anziano cinese esperto dell'arte Hakkyokuseiken, è colui che ha insegnato a combattere ai fratelli Bogard e a Geese Howard. Ha la possibilità di aumentare incredibilmente la sua massa muscolare. È ispirato dal Maestro Muten di Dragon Ball.
- Duck King – Rapper dei quartieri malfamati di South Town, ha uno stile di combattimento poco identificabile, e possiede come mossa speciale il Rolling Attack di Blanka di Street Fighter II: The World Warrior. Nel primo videogioco della serie vestiva con dei pantaloni da paracadutista (ala MC Hammer) e stivali, successivamente appare vestito con un abbigliamento tipico della cultura Hip hop moderna. Appare spesso come DJ.
- Hwa Jai – Era il campione thailandese di Muay Thai prima dell'arrivo di Joe Higashi; sconfitto da quest'ultimo, si unisce al clan di Geese Howard per vendicarsi con l'utilizzo di un drink energetico in grado di aumentare istantaneamente il suo potenziale. Dopo la caduta di Howard non apparirà più come personaggio ma farà da sparring partner a Joe Higashi, diventando suo amico.
- Raiden – Wrestler australiano chiaramente ispirato a Big Van Vader. Inizialmente un tirapiedi di Geese Howard, dopo la sconfitta di quest'ultimo cambia nome d'arte in Big Bear e inizia a lottare senza maschera. La sua mossa speciale, nella quale Raiden sputa una sostanza simile a sabbia, è ispirata dalla Muta Mist de Il Grande Mutah.
- Billy Kane – Punk inglese molto abile con il San jie gun, è il braccio destro storico di Geese Howard, nonché il campione in carica nella prima edizione del torneo The King of Fighters. Resterà sempre fedele a Geese Howard anche quando tornerà in Fatal Fury 3, e in Fatal Fury 2 è uno degli ultimi avversari prima di arrivare alla sfida finale contro Wolfgang Krauser.
- Geese Howard – Il nemico finale, responsabile della morte del padre di Terry e Andy. È molto abile nell'Aikidō ed è l'unico personaggio in grado di contrattaccare attacchi avversari con prese. È ispirato all'omonimo personaggio minore del film di arti marziali Senza esclusione di colpi, il quale appare proprio come un aikidoka biondo.

## Accoglienza
In Giappone, la rivista Game Machine elencò Fatal Fury: King of Fighters nel numero del 1º gennaio 1992 come la terza unità arcade di maggior successo del mese. Allo stesso modo, RePlay ha riferito che era il secondo gioco più popolare in Nord America.
Paul Rand di Computer and Video Games lo definì uno dei migliori giochi Neo Geo disponibili nel 1992 e lo paragonò favorevolmente a Street Fighter II: The World Warrior, affermando che Fatal Fury era una "brillante festa di combattimenti" con sprite dei personaggi "enormi e disegnati in modo eccellente", animazioni eccellenti e attacchi speciali unici "che davano al gioco maggiore varietà". In una recensione retrospettiva, Maximum commentò nel 1996 che il titolo non riusciva a offrire una vera competizione per Street Fighter II: The World Warrior né in termini di giocabilità né di selezione dei personaggi. Conclusero: "L'unico punto a favore di questo gioco è che due personaggi possono unirsi per affrontare un avversario controllato dal computer in una frenetica battaglia a tre giocatori, e il gioco cerca anche di offrire qualcosa di nuovo con un'arena di gioco a due livelli, ma l'azione lenta e i movimenti delle palle di fuoco vergognosamente difficili rendono le mosse speciali un evento raro".
Nel 2018, Complex classificò la versione SNES al 74° posto nella classifica "I migliori giochi per Super Nintendo di tutti i tempi". Hanno elogiato il combattimento e la possibilità di entrare e uscire dagli sfondi, concludendo: "Uno dei migliori giochi di combattimento per SNES, di gran lunga".